# René Felber
René Felber (14 de março de 1933 — 18 de outubro de 2020) foi um político suíço. Ele foi eleito para o Conselho Federal suíço em 9 de dezembro de 1987 e terminou o mandato a 6 de dezembro de 1992. Felber foi Presidente da Confederação suíça em 1992.

## Carreira política
Ele foi prefeito de Le Locle de 1964 a 1980 (responsável pelo fornecimento de gás e eletricidade e depois pelas Finanças), membro do Parlamento Cantonal de Neuchâtel (1965–1976). Ele sentou-se no Conselho Nacional de 1967 a 1981, quando se tornou membro do Conseil d'Etat (Conselho de Estado) do cantão de Neuchâtel, encarregado do Departamento de Finanças até sua eleição para o Conselho Federal. Em 1980/81, foi titular da bancada do Partido Social Democrático no Parlamento Federal.
Ele foi eleito para o Conselho Federal Suíço em 9 de dezembro de 1987 como membro do Cantão de Neuchâtel e do Partido Social Democrata.
Durante seu mandato, ele chefiou o Departamento Federal de Relações Exteriores e foi presidente da Confederação em 1992. Felber lutou pela adesão da Suíça ao Espaço Econômico Europeu, uma proposta que foi derrotada por pouco em um referendo em 6 de dezembro de 1992.
Ele renunciou ao conselho em 31 de março de 1993 por motivos de saúde.
Morreu em 18 de outubro de 2020, aos 87 anos.